# Машина, Надежда Ивановна
Надежда Ивановна Машина (1916, село Демина Поляна, Пензенская губерния — 1971, Оренбург) — бригадир колхоза «Память Ленина» Новосергиевского района Оренбургской области, Герой Социалистического Труда (1966).

## Биография
Надежда Ивановна родилась в 1916 году в крестьянской семье в селе Демина Поляна (ныне Краснослободский район Республики Мордовия).
В 1932 году отправилась на торфоразработки в город Балахна Горьковской (ныне — Нижегородской) области, где стала работать механизатором. С середины 1930-х годов трудилась трактористкой, а в 1939 году переехала в Новосергиевский район Чкаловской (ныне Оренбургской) области и продолжила работу трактористкой в колхозе.
В 1953 году стала бригадиром тракторно-полеводческой бригады колхоза «Память Ленина» Новосергиевского района. После укрупнения колхоза более 300 человек трудилось под ее предводительством. Масштаб хозяйства был следующим: засеяно 5200 гектаров, более 1200 голов крс, около 2,5 тысячи овец, 500 свиней, 20 тысяч кур. За бригадой была закреплена следующая техника: 11 гусеничных тракторов, 5 колёсных и 11 комбайнов.
Была награждена орденом Ленина за высокие показатели в работе, личный вклад в организацию и эффективную деятельность возглавляемой ею бригады.
Указом Президиума Верховного Совета СССР от 23 июня 1966 года за успехи, достигнутые в увеличении производства и заготовок пшеницы, ржи, гречихи, других зерновых и кормовых культур и высокопроизводительном использовании техники, присвоено звание Героя Социалистического Труда с вручением ордена Ленина и золотой медали «Серп и Молот».
Затем трудилась заместителем председателя правления колхоза.
Была избрана членом Оренбургского обкома и Новосергиевского райкома КПСС, депутатом областного и районного Советов, делегатом III Всесоюзного съезда колхозников.
В 1971 году трагически погибла.

## Награды
- 1957 — Орден Ленина
- 23.06.1966 — звание Герой Социалистического Труда с золотой медалью Серп и Молот и орден Ленина «за увеличении производства и заготовок пшеницы, ржи, гречихи, других зерновых и кормовых культур и высокопроизводительном использовании техники».